# بخش امانتانی
بخش امانتانی (به اسپانیایی: Amantaní District) یک سکونتگاه مسکونی در پرو است که در منطقه پونو واقع شده‌است.

## خصوصیات
بخش امانتانی ۱۵ کیلومترمربع مساحت و ۴٬۲۵۵ نفر جمعیت دارد و ۳٬۸۵۴ متر بالاتر از سطح دریا واقع شده‌است.